# Sejlflod Kommune
| Strukturdaten       | Strukturdaten   |
| ------------------- | --------------- |
| Sitz der Verwaltung | Storvorde       |
| Fläche              | 207,54 km²      |
| Einwohner           | 9.401 (2004)    |
| Kommune seit 2007   | Aalborg Kommune |

Die Sejlflod Kommune war bis Dezember 2006 eine dänische Kommune im damaligen Nordjyllands Amt im Norden Jütlands. Seit Januar 2007 ist sie zusammen mit der “alten” Aalborg Kommune, der Hals Kommune und der Nibe Kommune Teil der neuen Aalborg Kommune.
Sie unterhielt freundschaftliche Verbindungen zur Partnergemeinde Büdelsdorf in Schleswig-Holstein, die nach der Eingemeindung von der Stadt Aalborg weitergeführt werden.